# Equifax
Equifax Inc. es un buró de crédito estadounidense, una de las tres agencias de información crediticia de consumidores más grandes, junto con Experian y TransUnion. Equifax recopila y agrega información sobre más de 800 millones de consumidores individuales y más de 88 millones de empresas en todo el mundo. Además de los datos crediticios y demográficos y los servicios a empresas, Equifax vende servicios de monitoreo de crédito y prevención del fraude directamente a los consumidores.
Con sede en Atlanta, Equifax opera o tiene inversiones en 24 países de América, Europa y Asia-Pacífico. Con más de 10000 empleados en todo el mundo, Equifax tiene 3100 millones de dólares de ingresos anuales y cotiza en la Bolsa de Nueva York (NYSE) con el símbolo EFX.
La compañía ha adquirido diversas empresas. En el año 2016, Equifax compró la empresa chilena Mapcity a Roberto Camhi.